# La Chapelle-Gaugain
La Chapelle-Gaugain korábbi község Franciaország Loire mente régiójában, Sarthemegyében. 2017. január 1-jén három másik korábbi községgel egyesült és az így létrejött Loir en Vallée új község része lett.
Lakosainak száma 287 fő (2018. január 1.). La Chapelle-Gaugain Vancé, Bessé-sur-Braye, Lavenay, Poncé-sur-le-Loir és Ruillé-sur-Loir községekkel határos.

## Népesség
A település népességének változása:
| Lakosok száma | 305  | 291  | 288  | 287  |
|               | 2013 | 2015 | 2017 | 2018 |